# Экспресс АМ22
Экспресс-AM22 — российский телекоммуникационный спутник, созданный НПО ПМ совместно с французской компанией Alcatel Space, второе наименование SESAT 2. Используется на паритетных началах (по 12 транспондеров) ФГУП «Космическая связь» и концерном Eutelsat. Предназначен для предоставления пакета мультисервисных услуг: цифрового телерадиовещания, телефонии, видеоконференцсвязи, передачи данных, доступа в интернет. Кроме того, позволяет создавать сети связи на основе технологии VSAT. В зоне охвата спутника находится территория Европы, Африки, Ближнего Востока и Центральной Азии.
Изначально работал в позиции 53° восточной долготы. В апреле — июле 2015г полезная нагрузка перенесена на спутник — Экспресс АМ6. Сам спутник Экспресс АМ22 был переведён в орбитальную позицию 80° восточной долготы.
В феврале 2019 года спутник Экспресс-AM22 был переведён на Орбиту захоронения

## Полезная нагрузка
24 транспондера Ku-диапазона мощностью 103,5 Вт, с полосой пропускания 54 МГц.
Расчётная точка стояния — 53° восточной долготы.